# Rhopus semiflavus
Rhopus semiflavus är en stekelart som först beskrevs av Timberlake 1919.  Rhopus semiflavus ingår i släktet Rhopus och familjen sköldlussteklar. Inga underarter finns listade i Catalogue of Life.